# Charles Massigli
Charles Massigli (n. 1851 – d. 1915) a fost un jurist francez profesor la Facultatea de Drept din Paris. În 1902 a fondat revista Revue Trimestrielle de Droit Civil, care mai apare și în prezent.